# Округ Мофат (Колорадо)
Мофат (енгл. Moffat County) је округ у америчкој савезној држави Колорадо. По попису из 2010. године број становника је 13.795. Седиште округа је град Крејг.

## Демографија
Према попису становништва из 2010. у округу је живело 13.795 становника, што је 611 (4,6%) становника више него 2000. године.
| Група             | 2000.          | 2010.          |
| Белци             | 11.626 (88,2%) | 11.412 (82,7%) |
| Афроамериканци    | 28 (0,2%)      | 42 (0,3%)      |
| Азијати           | 44 (0,3%)      | 77 (0,6%)      |
| Хиспаноамериканци | 1.247 (9,5%)   | 1.985 (14,4%)  |
| Укупно            | 13.184         | 13.795         |